# Orehovlje (gmina Miren-Kostanjevica)
Orehovlje – wieś w Słowenii, w gminie Miren-Kostanjevica. W 2018 roku liczyła 475 mieszkańców.